# Lim Xiaoqing
Lim Xiaoqing (ursprungligen Sun Xiaoqing; kinesiska: 林小青), född den 15 augusti 1967, är en tidigare badmintonspelare från Kina som emigrerade till Sverige.
Lim vann tre titlar vid Europamästerskapen, en i damsingel 1994 och två i damdubbel i par med Christine Magnusson 1992 och 1994. 1995 vann hon damsingeln vid All England Open Badminton Championships genom att besegra Danmarks Camilla Martin i finalen.
Vid Världsmästerskapen 1989 tog hon brons i dubbel för Kina.
Lim är gift med Thomas Kihlström.